# Unalianus
Unalianus is een geslacht van rechtvleugeligen uit de familie sabelsprinkhanen (Tettigoniidae). De wetenschappelijke naam van dit geslacht is voor het eerst geldig gepubliceerd in 2009 door Koçak & Kemal.

## Soorten
Het geslacht Unalianus omvat de volgende soorten:
- Unalianus harmandi Brongniart, 1897
- Unalianus heteracanthus Redtenbacher, 1891
- Unalianus homoeacanthus Redtenbacher, 1891
- Unalianus intermedius Redtenbacher, 1891